# Personale della Ring of Honor
La Ring of Honor è una federazione di wrestling statunitense e per essa lavorano atleti, staff dirigenziale, personalità dietro le quinte e on-screen.
La federazione è di proprietà di Tony Khan, presidente e amministratore delegato della All Elite Wrestling, perciò gli atleti AEW, della New Japan Pro Wrestling e del Consejo Mundial de Lucha Libre possono apparire agli eventi ROH e viceversa. 

## Parco atleti

### Uomini

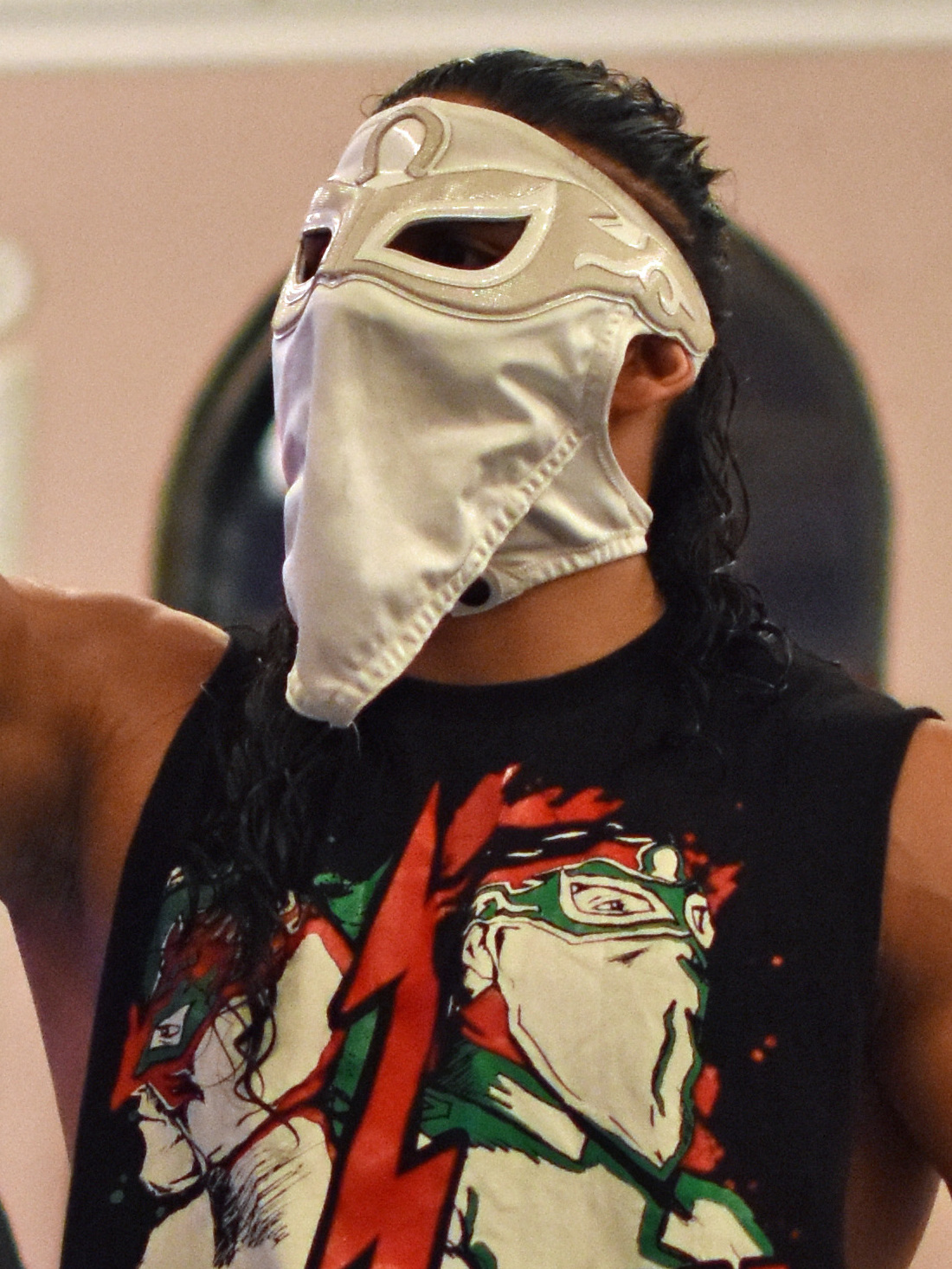
Bandido, ROH World Champion

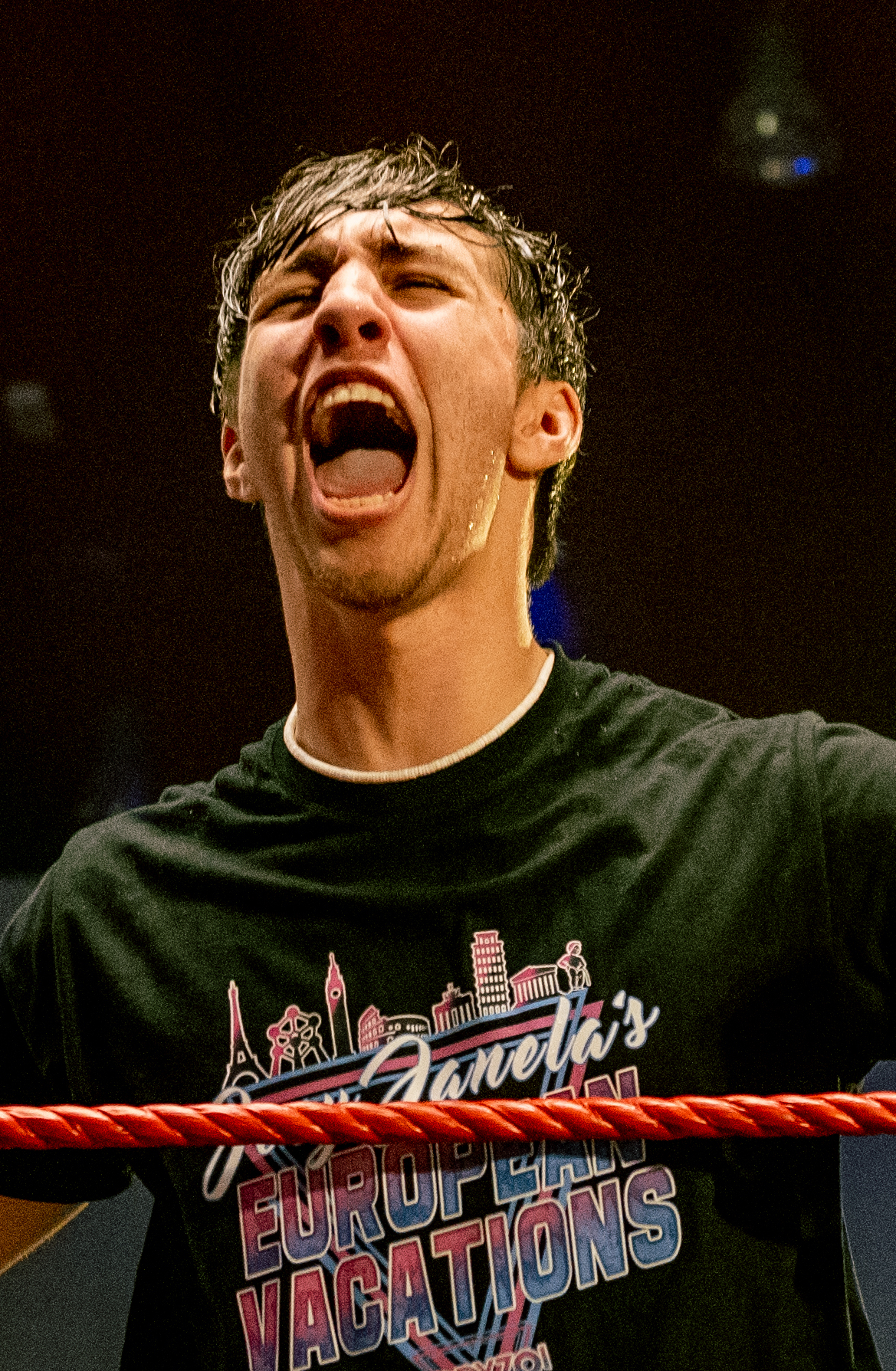
Nick Wayne, ROH World Television Champion

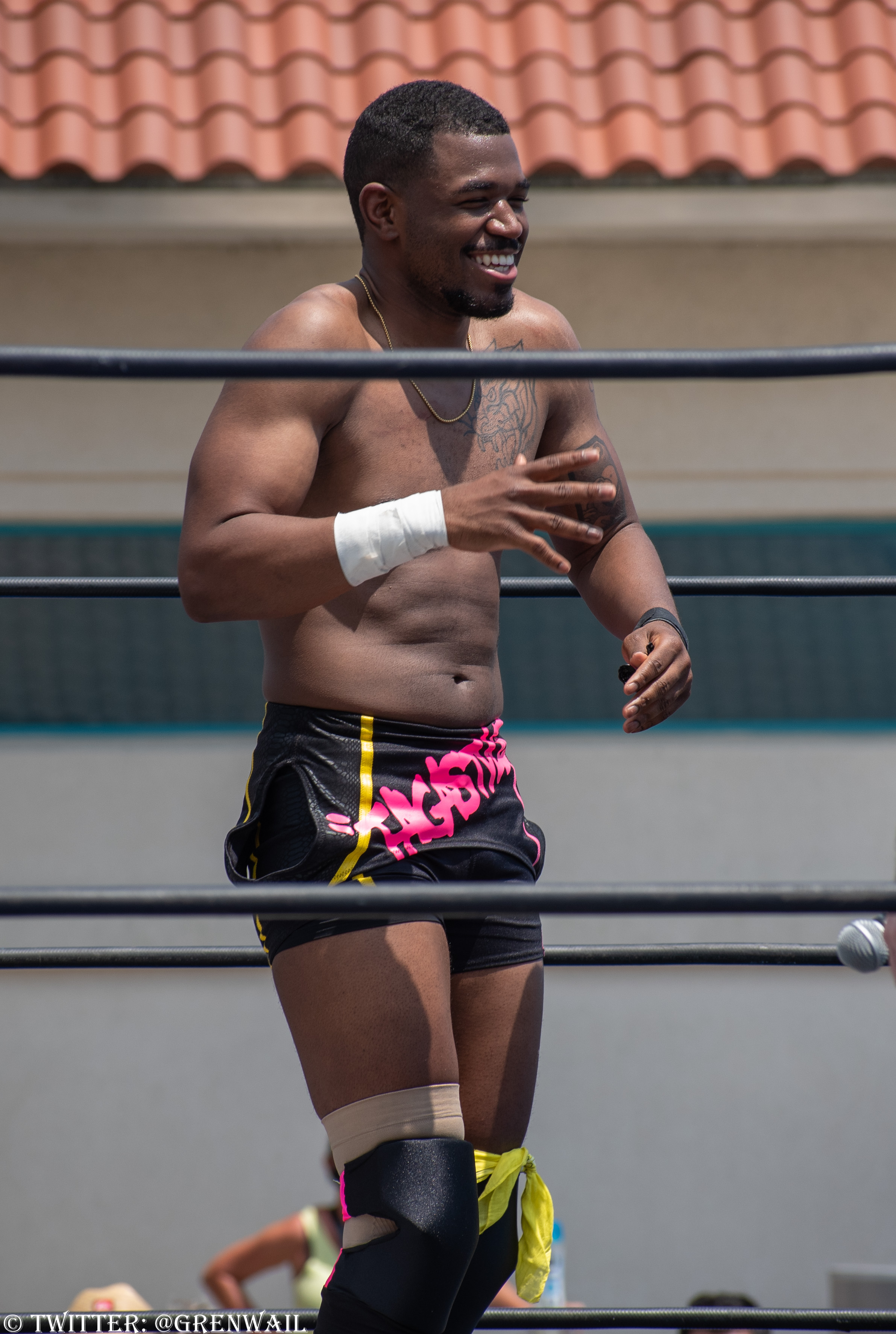
Lee Moriarty, ROH Pure Champion

Sons of Texas (Dustin Rhodes e Sammy Guevara), ROH World Tag Team Champions

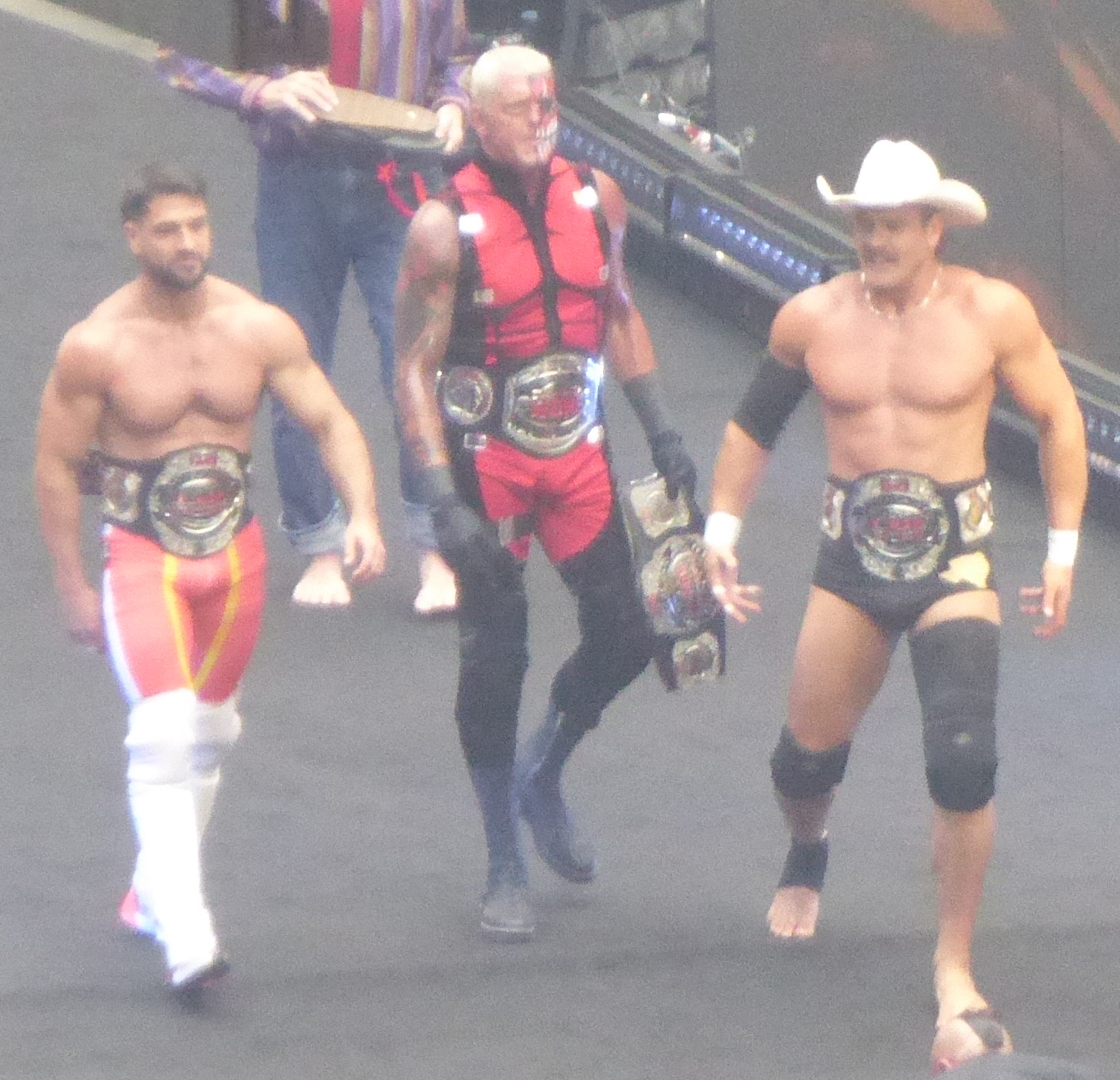
Dustin Rhodes, Ross e Marshall Von Erich, ROH World Six Man Tag Team Champions

| Ring Name           | Nome reale           | Note                                                            |
| ------------------- | -------------------- | --------------------------------------------------------------- |
| Angélico            | Adam Bridle          |                                                                 |
| Anthony Henry       | Anthony Henry        |                                                                 |
| Bandido             |                      | ROH World Champion                                              |
| Bishop Kaun         | Jasper Kaun          |                                                                 |
| Brian Cage          | Brian Button         |                                                                 |
| Bronson             | Joseph Fitzpatrick   |                                                                 |
| Carlie Bravo        |                      |                                                                 |
| Christopher Daniels | Daniel Covell        |                                                                 |
| Claudio Castagnoli  | Claudio Castagnoli   |                                                                 |
| Cole Karter         | Cole McKinney        |                                                                 |
| Dalton Castle       | Brett Giehl          |                                                                 |
| Daniel Garcia       | Daniel Garcia        |                                                                 |
| Dustin Rhodes       | Dustin Runnels       | ROH World Six Man Tag Team Champion ROH World Tag Team Champion |
| Eddie Kingston      | Eddie Moore          |                                                                 |
| EJ Nduka            | Ezekwesiri Nduka Jr. |                                                                 |
| Griff Garrison      | Garrett Griffith     |                                                                 |
| Jacked Jameson      |                      |                                                                 |
| JD Drake            | James Drake          |                                                                 |
| Lee Johnson         | Lee Johnson          |                                                                 |
| Lee Moriarty        | Julian Moriarty      | ROH Pure Champion                                               |
| Kyle Fletcher       | Kyle Fletcher        |                                                                 |
| Mansoor             | Mansoor Al-Shehail   |                                                                 |
| Mark Briscoe        | Mark Pugh            |                                                                 |
| Marshall Von Erich  | Marshall Adkinsson   | ROH World Six Man Tag Team Champion                             |
| Mason Madden        | Brennan Williams     |                                                                 |
| Matt Taven          | Matthew Marinelli    |                                                                 |
| Mike Bennett        | Michael Bennett      |                                                                 |
| Nick Wayne          | Nicholas Finley      | ROH World Television Champion                                   |
| Ross Von Erich      | Ross Adkinsson       | ROH World Six Man Tag Team Champion                             |
| Sammy Guevara       | Samuel Guevara       | ROH World Tag Team Champion                                     |
| Serpentico          | Jon Cruz             |                                                                 |
| Shane Taylor        | Mark Sheperd         |                                                                 |
| Shawn Dean          | Shawn McBride        |                                                                 |
| Toa Liona           | Bruce Leaupepe       |                                                                 |
| Tony Nese           | Tony Nese            |                                                                 |
| Wheeler Yuta        | Paul Gruber          |                                                                 |

### Donne

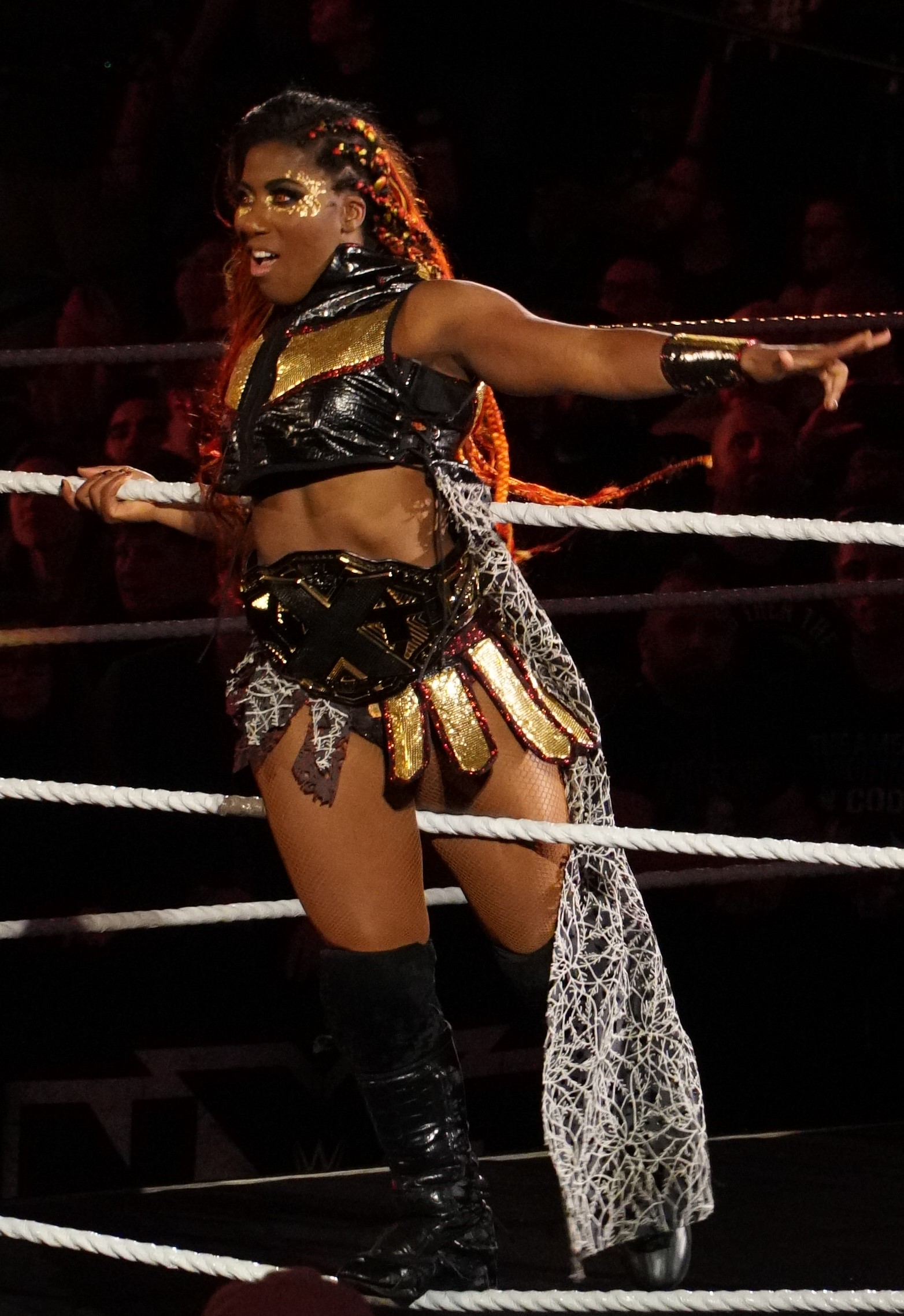
Athena, ROH Women's World Champion

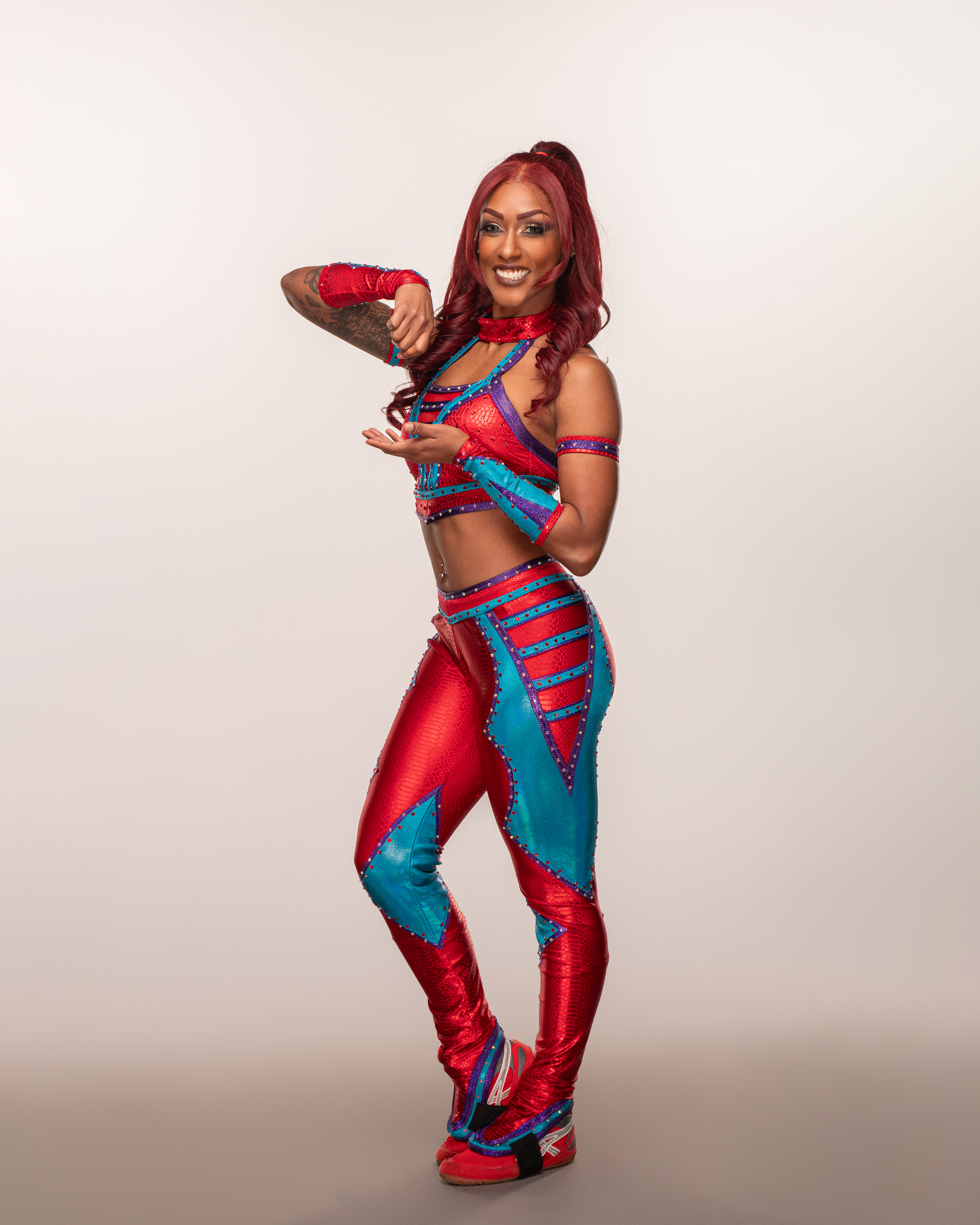
Red Velvet, ROH Women's World Television Champion

| Ring Name          | Nome reale           | Note                                          |
| ------------------ | -------------------- | --------------------------------------------- |
| Athena             | Adrienne Reese       | ROH Women's World Champion                    |
| Billie Starkz      | Lilian Bridget       |                                               |
| Charlette Renegade | Charlette Williamson |                                               |
| Diamante           | Priscilla Zuniga     |                                               |
| Lady Frost         | Brittany Steding     |                                               |
| Leyla Hirsch       | Leyla Hirsch         |                                               |
| Marina Shafir      | Marina Shafir        |                                               |
| Mercedes Martinez  | Jazmín Benítez       |                                               |
| Mina Shirakawa     | Mina Shirakawa       | Interim ROH Women's World Television Champion |
| Rachael Ellering   | Rachael Ellering     |                                               |
| Red Velvet         | Stephanie Cardona    | ROH Women's World Television Champion         |
| Robyn Renegade     | Robin Williamson     |                                               |
| Trish Adora        | Patrice McNair       |                                               |

## Broadcast Team
| Ring Name       | Nome reale      | Ruolo           |
| --------------- | --------------- | --------------- |
| Bobby Cruise    | Bobby Cruise    | Annunciatore    |
| Caprice Coleman | Caprice Coleman | Telecronista    |
| Ian Riccaboni   | Ian Riccaboni   | Telecronista    |
| Lexy Nair       | Alexandra Nair  | Intervistatrice |